# Genre de vie
Le genre de vie est un concept de science économique et de sociologie qui renvoie à un ensemble de manières de mener sa vie.

## Concept
Jean Fourastié définit le genre de vie comme « des éléments qualitatifs, qui ne peuvent être chiffrés en argent mais qui influent beaucoup sur la satisfaction ou la non-satisfaction des besoins ». La notion se différencie du niveau de vie qui se réfère à « l'avoir », à la possession et souvent à la destruction, tandis que le « genre de vie » se réfère plutôt à une « manière d'être », à un « style de vie ».
Si le concept est popularisé par Fourastié, il dispose d'une grande fécondité dans les sciences sociales. La notion est mobilisée en géographie humaine, notamment par l'école vidalienne ; aujourd'hui datée, les géographes lui préfèrent les concepts d'espace vécu, voire d'habiter,. La sociologie a exploré le concept de genre de vie afin de mieux le définir et de le lier à des pratiques de consommation de produits culturels et de place dans l'espace social.

## Composants
Pour Jean Fourastié, les dimensions du genre de vie concernent, notamment, la durée du travail. L'auteur montre que sur le long terme, les hommes ont bénéficié de la baisse de la durée du travail (en compensation de l'amélioration l'augmentation de la productivité). Il remarque aussi que la baisse de la durée du travail se produit alors que la durée de la scolarité augmente, ce qui nourrit l'augmentation de la productivité.
Fourastié souligne également le rôle des loisirs, du confort et des services ménagers, ainsi que de l'hygiène, dans le genre de vie.

## Progrès et genre de vie
Le bilan général du progrès sur le genre de vie selon Jean Fourastié s'établit comme suit :
- en tête, vient l'allongement de la vie moyenne : pour vivre mieux, il faut d'abord vivre (réduction de la mortalité infantile) ;
- puis l'élévation des âges scolaires permettant à chacun d'aller plus loin dans l'usage de ses capacités ;
- puis les loisirs actifs permis chez l'adulte par une réduction de la durée du travail.

ces progrès paraissent lents si on les observe au jour le jour mais sont extrêmement rapides si on les replace dans l'histoire de l'humanité (300 000 ans) puisqu'ils se sont produits en moins de 150 ans.
Ceci est à relier avec[réf. souhaitée] les notions mises en avant par : 
- Joffre Dumazedier : Vers la civilisation des loisirs
- Pierre Teilhard de Chardin : Le Phénomène humain
- Michèle Debonneuil :  le secteur quaternaire.